# Stof (film)
|  | Denne artikel er oprettet af botten PalnaBot ud fra en ekstern database. Den kan derfor have sproglige fejl eller mangler. Denne skabelon kan fjernes efter kontrol af indholdet. |

 For alternative betydninger, se Stof. (Se også artikler, som begynder med Stof)
Stof er en film instrueret af Ole Henning Hansen efter manuskript af Ole Henning Hansen.

## Handling.
Forskellige stofmisbrugere forklarer, hvorfor de tager stoffer. En pige er kommet ud af sit misbrug.